# NGC 7216
NGC 7216 is een elliptisch sterrenstelsel in het sterrenbeeld Indiaan. Het hemelobject werd op 29 juni 1835 ontdekt door de Britse astronoom John Herschel.

## Synoniemen
- ESO 76-3
- PGC 68291